# 天主教埃尔布隆格教区
天主教埃爾布隆格教區（拉丁語：Dioecesis Elbingensis）是波蘭一個羅馬天主教教區。教座位於埃爾布隆格。屬瓦爾米亞總教區。
成立於1992年3月25日。2011年，在當地471,000人口中，有教友450,900人，佔轄區總人口95.7%、157個堂區、328名司鐸、87名修士、115名修女。現任主教為雅欽多·耶傑爾斯基，輔理主教為亞德伯·斯基比茨基，榮休主教為若望·斯蒂爾納，而榮休輔理主教則為若瑟·維索茨基。